# Atychogryllacris liberiana
Atychogryllacris liberiana är en insektsart som först beskrevs av Heinrich Hugo Karny 1935.  Atychogryllacris liberiana ingår i släktet Atychogryllacris och familjen Gryllacrididae. Inga underarter finns listade i Catalogue of Life.